# 49-та піхотна дивізія (Велика Британія)
49-та Вест-Ра́йдінгська піхо́тна диві́зія а́рмії (Велика Британія) (англ. 49th (West Riding) Infantry Division) — військове з'єднання Сухопутних військ Великої Британії. Піхотна дивізія армії Великої Британії часів Першої та Другої світової війни.

## Історія
49-та піхотна дивізія була сформована у складі Британських Територіальних сил 1 квітня 1908